# Bréel
Bréel era una comuna francesa situada en el departamento de Orne, de la región de Normandía, que el 1 de enero de 2016 pasó a ser una comuna delegada de la comuna nueva de Athis-Val-de-Rouvre al fusionarse con las comunas de Athis-de-l'Orne, La Carneille, Les Tourailles, Notre-Dame-du-Rocher, Ronfeugerai, Ségrie-Fontaine y Taillebois.

## Demografía
| Gráfica de evolución demográfica de Bréel entre 1800 y 2014 |
|                                                             |

Los datos demográficos contemplados en este gráfico de la comuna de Bréel se han cogido de 1800 a 1999 de la página francesa EHESS/Cassini, y los demás datos de la página del INSEE.